# Zoungou-Peulh
Pour les articles homonymes, voir Zoungou.
Zoungou-Peulh est une commune située dans le département de Soudougui de la province de Koulpélogo dans la région du Centre-Est au Burkina Faso.